# Siniša Mihajlović
Pour les articles homonymes, voir Mihajlović.
Siniša Mihajlović (en alphabet cyrillique serbe : Синиша Михајловић ; en alphabet latin serbe : Siniša Mihajlović), né le 20 février 1969 à Vukovar (Yougoslavie, actuelle Croatie) et mort le 16 décembre 2022 à Rome (Italie), est un footballeur international yougoslave puis serbe, qui évoluait au poste de défenseur central. Il est reconnu comme l'un des meilleurs tireurs de coups francs de l'histoire, allant jusqu'à en marquer trois dans un même match, sous les couleurs de la Lazio.
Il a connu son heure de gloire à l’Étoile rouge de Belgrade (victoire en Coupe des clubs champions européens), a évolué à la Lazio, puis avec l'Inter Milan.
Siniša Mihajlović marque dix buts lors de ses soixante-trois sélections avec la Yougoslavie, la RF Yougoslavie et la Serbie-Monténégro entre 1991 et 2003.
Il meurt le 16 décembre 2022 après une longue bataille contre la leucémie.

## Biographie

### Carrière de joueur
Siniša Mihajlović est réputé pour être un l'un des meilleurs tireurs de coups francs de tous les temps. Il est un joueur type de l'école yougoslave du football. En effet, il fait partie de cette génération dorée de grands techniciens, aux côtés des Prosinečki, Stojković, Savićević, Šuker, Mijatović et d'autres qui font rêver l'Europe durant les années 1990. Hélas, la guerre civile déchire l'ex-Yougoslavie et ils ne peuvent affirmer leur talent sur la scène internationale. 
Mihajlović incarne la diversité, la grandeur mais aussi les contradictions du football yougoslave. Originaire de Slavonie, fils d'une mère croate et d'un père serbe, il décide de rejoindre le parti de ce dernier et de jouer pour la sélection de Serbie, contrairement à son ami Robert Prosinečki lui aussi issu d'un couple serbo-croate. 
Il gagne la Ligue des champions avec l'Étoile rouge Belgrade en 1991 à Bari face à l'Olympique de Marseille, puis s'en va à l'AS Rome, la Sampdoria où il s'impose réellement dans le calcio et la Lazio (qui l'achète pour 17 M€), club où il laisse son empreinte sur la Serie A à tout jamais. En effet, Mihajlović est un des rares joueurs avec le Français Michel Platini à inscrire trois coups francs en un match, et il est aussi le meilleur buteur sur coup franc de l'histoire de la Serie A avec 45 réalisations, battant le record détenu par Platini.
En 2006, après avoir passé deux saisons à l'Inter Milan, club avec lequel il remporte deux coupes d'Italie et le championnat 2005-2006, il prend sa retraite et rejoint Roberto Mancini sur le banc de touche intériste pour devenir son adjoint. Mihajlović était un défenseur très complet et technique qui aura marqué la bagatelle de 90 buts en 567 matches. Avec Juninho Pernambucano et David Beckham, c'était l'un des meilleurs tireurs de coups francs au monde.
Mihajlović est connu pour les différends qu'il a eus avec des joueurs sur les terrains de football. En effet, alors qu'il joue avec le club de Vojvodina, dans la situation politique explosive de la fin des années 1980, un joueur croate de l'autre équipe le traite de « sale Serbe », il n'hésite alors pas à le frapper. Durant la Coupe du monde 1998, lors d'un match opposant la Yougoslavie à l'Allemagne, il tire si fort dans le ballon que Jürgen Klinsmann, l'ayant reçu au niveau du ventre, doit être évacué sur une civière. 
Mais Mihajlović connaît également quelques problèmes d'insultes racistes. Par exemple, lors d'un match de Ligue des champions entre la Lazio et Arsenal en 2000, il traite Patrick Vieira de « Noir de merde » ce dernier l'ayant traité de « sale gitan », cet incident est un point commun avec Zlatan Ibrahimović qui leur permit de faire connaissance avec humour lors de leur séjour à l'Inter ; par la suite à l'Inter Siniša et Vieira joueront ensemble. Mihajlović restait cependant très apprécié des tifosi laziali, qui avaient pour habitude de lui dédier des banderoles à sa gloire ou celle d'Arkan, un mafieux serbe accusé de crimes de guerre.
En ce qui concerne sa puissance de frappe, beaucoup de gardiens avaient peur de ses redoutables tirs, qu'ils qualifiaient eux-mêmes de « tranchants ». Ses coéquipiers gardiens refusaient même qu'il tire les pénalties à l'entraînement. Avec son entraîneur et ami suédois, Sven-Göran Eriksson, Mihajlović avait calculé que ses tirs atteignaient les 160 km/h.
Il avait un caractère parfois instable. Ainsi, lors de l'Euro 2000, en phase de poules face à la Slovénie, les Yougoslaves ne peuvent pas se permettre de perdre. Pourtant, les Yougoslaves furent menés 3 - 0 en deuxième mi-temps. Après le troisième but slovène, Mihajlović se rend coupable d'une faute volontaire, et laisse son équipe finir le match à 10 contre 11. On le voit défier du regard l'arbitre au moment où il lui met le carton rouge. Les Yougoslaves parvinrent contre toute attente à remonter leur déficit, malgré l'infériorité numérique, et égalisèrent à 3 - 3.

#### Caractéristiques de joueur
En 2011, dans l'émission de Ivan Ivanovic sur la PRVA, Sinisa déclara que son rêve était d'être joueur de basket-ball, mais qu'il a fini par jouer au football parce que les coups de pied arrêtés l'attiraient énormément.

### Carrière d'entraîneur

#### Inter
Après sa retraite, Mihajlović entame directement une carrière d'entraîneur à l'Inter, comme assistant de l'entraîneur principal Roberto Mancini pendant 2 saisons. Il quitte le club lorsque Mancini est congédié à l'issue de la saison 2007-2008.
Après plusieurs succès sur coup-franc, Zlatan Ibrahimović lui rend hommage pour l'avoir formé pendant 2 ans à l'Inter.

#### Bologne
Le 3 novembre 2008, Mihajlović est nommé pour remplacer Daniele Arrigoni à la tête du club de Bologne. Il débute en Serie A le 8 novembre 2008 à domicile contre les Romains. Le match se termine sur un match nul 1-1. 

#### Catane
Le 8 décembre 2009, il est nommé nouvel entraîneur-chef de Catane, prenant la relève de Gianluca Atzori. Il signe un contrat jusqu'en juin 2011. Arrivé au club qui est alors bon dernier au classement de Serie A, Mihajlović fait ses débuts avec une défaite à domicile face à un club rival pour la relégation, Livourne. Cependant, la semaine suivante, son équipe réussit une superbe performance contre la Juventus, avec un score 1-2.
Une succession de bons résultats, avec notamment 10 match sans défaites, font de lui la révélation de la saison, en partie grâce son staff, avec à la tête l'ancien attaquant international argentin Maxi López qui aide Mihajlović à garder l'équipe hors de la zone de relégation et fournit un certain nombre de performances très impressionnantes. Un autre point fort la saison, survient le 13 mars 2010, quand Catania réalise un résultat historique, une victoire 3-1 en Serie A contre le futur vainqueur de la Ligue des champions, l'Inter de Milan.
Mihajlović démissionne de son poste d'entraîneur de Catane le 24 mai 2010.

#### Fiorentina
Le 4 juin 2010, il est nommé entraîneur de la Fiorentina en remplacement de Cesare Prandelli, qui va lui-même succéder à Marcello Lippi à la tête de la Squadra Azzurra. En novembre 2011, la Fiorentina occupe la 13e place du championnat après 10 journées, avec seulement 12 points. Mihajlović se voit donc logiquement remercié. Il est remplacé par Delio Rossi.

#### Serbie
En mai 2012, il est nommé sélectionneur de la Serbie en remplacement de Vladimir Petrović, en vue des matchs de qualification pour la Coupe du monde 2014 au Brésil. Il doit recomposer une équipe sans Nemanja Vidic et Dejan Stanković. Il n'arrive cependant pas à qualifier la Serbie pour la Coupe du monde au Brésil devancée par la Belgique et la Croatie.

#### Sampdoria
Après une bonne saison à la Sampdoria (3e à la mi-saison et 7e à la fin) et en qualifiant son équipe à la prochaine Ligue Europa, il annonce son départ de la Sampdoria le 28 mai 2015.

#### Milan AC
Le 4 juin 2015, il signe un contrat de 2 ans au poste d’entraîneur du club lombard et remplace Filippo Inzaghi après une saison moyenne du Milan AC.
Bien qu'il ait le mérite d'avoir lancé de jeunes joueurs (Donnarumma, Romagnoli, De Sciglio, Niang), les résultats et le niveau de jeu sont insuffisants pour un club qui veut retrouver un prestige en déclin. Le 12 avril 2016, à la suite d'une défaite à domicile face à la Juventus (1-2), il est renvoyé de son poste d’entraîneur et remplacé par Christian Brocchi ancien milieu de terrain. Son aventure d'entraîneur du Milan AC n'aura duré que 9 mois.

#### Torino
En 2016-2017, il prend les rênes du Torino, ou il réussira à maintenir l'équipe dans la première partie du classement à la 9eme place. Surtout, il réussira à faire émerger le talent de l'attaquant Andrea Belotti, en lui donnant plus de liberté tout en sachant tirer profit de son énergie. Sous la houlette de l'entraineur serbe l'attaquant réalise une saison folle avec 28 buts et 8 passes décisives en 38 matchs, faisant de lui la révélation offensive de la saison.
Comme avec le Milan AC, c'est le lendemain d'une défaite face à la Juventus qu'il est limogé du club, le 3 janvier 2018 (défaite 2-0 en 1/4 de finale de coupe d'Italie). Ce n'est évidemment pas ce résultat malheureux qui sera la cause de son éviction du club piémontais, mais les modestes résultats obtenus en championnat, où le Torino pointe à la dixième place du classement avec seulement 5 victoires et 10 matches nuls après 19 journées de championnat.
À l'annonce de son éviction à la tête de l'équipe, une délégation des joueurs du Torino, menée par Belotti et Niang se retrouve à l’hôtel où loge Mihajlović pour lui témoigner sa reconnaissance.

#### Sporting CP
Le 18 juin 2018, il devient l'entraîneur du Sporting CP pour 3 ans. Neuf jours plus tard, lors du départ du président du club Bruno de Carvalho, il est également remercié.

#### Bologne FC
En janvier 2019, il succède à Filippo Inzaghi et redevient entraîneur du Bologne FC. Mais le 13 juillet 2019, il annonce lors d'une conférence de presse qu'il est atteint d'une leucémie et qu'il doit mettre sa carrière d'entraîneur entre parenthèses pendant son traitement contre la maladie. À l'occasion de la campagne élections régionales de 2020 en Émilie-Romagne, il s'affiche aux côtés de Matteo Salvini.

### Statistiques
mis à jour le 7 septembre 2022
| Bologne FC     | 3 novembre 2008  | 14 avril 2009    | 22  | 4   | 8   | 10  | 25  | 36  | -11 | 18,1  |
| Calcio Catane  | 8 décembre 2009  | 24 mai 2010      | 25  | 10  | 9   | 6   | 32  | 23  | +9  | 40,0  |
| ACF Fiorentina | 4 juin 2010      | 7 novembre 2011  | 52  | 18  | 18  | 16  | 66  | 56  | +10 | 34,6  |
| Serbie         | 21 mai 2012      | 19 novembre 2013 | 19  | 7   | 4   | 8   | 28  | 21  | +7  | 36,8  |
| UC Sampdoria   | 20 novembre 2013 | 11 juin 2015     | 68  | 26  | 23  | 19  | 93  | 87  | +6  | 38,2  |
| AC Milan       | 16 juin 2015     | 12 avril 2016    | 38  | 19  | 10  | 9   | 57  | 38  | +19 | 50,0  |
| Torino FC      | 25 mai 2016      | 4 janvier 2018   | 64  | 23  | 24  | 17  | 116 | 99  | +17 | 35,9  |
| Sporting CP    | 18 juin 2018     | 27 juin 2018     | 0   | 0   | 0   | 0   | 0   | 0   | 0   | 0,0   |
| Bologne FC     | 28 janvier 2019  | 6 septembre 2022 | 131 | 43  | 35  | 53  | 168 | 193 | -25 | 32,8  |
| Total          | Total            | Total            | 421 | 151 | 131 | 139 | 599 | 571 | +28 | 35,87 |

## Palmarès de joueur

### Avec le Vojvodina Novi Sad
- Champion de Yougoslavie en 1989.

### Avec l'Étoile Rouge de Belgrade
- Vainqueur de la Coupe d'Europe des clubs champions en 1991.
- Vainqueur de la Coupe intercontinentale en 1991.
- Champion de Yougoslavie en 1991 et 1992.

### Avec la Lazio Rome
- Vainqueur de la Coupe d'Europe des vainqueurs de coupe en 1999
- Vainqueur de la Supercoupe de l'UEFA en 1999
- Champion d'Italie en 2000
- Vainqueur de la Coupe d'Italie en 2000 et 2004
- Vainqueur de la Supercoupe d'Italie en 1998 et 2000

### Avec l'Inter Milan
- Champion d'Italie en 2006 (joueur), 2007 et 2008 (entraîneur-adjoint).
- Vainqueur de la Coupe d'Italie en 2005

### Distinctions personnelles
- Recordman de buts marqués sur coup franc en Serie A avec 45 réalisations toutes compétitions confondues en Italie, dont un triplé (lors d'un match Lazio-Sampdoria en 1998 gagné 5-2 par la Lazio)
- Ballon d'or 1999 : 13e